# Brittany MacLean
Brittany MacLean (Mississauga, 3 de marzo de 1994) es una deportista canadiense que compitió en natación, especialista en el estilo libre.
Participó en dos Juegos Olímpicos de Verano, en los años 2012 y 2016, obteniendo una medalla de bronce en Río de Janeiro 2016, en la prueba de 4 × 200 m libre. Ganó tres medallas de bronce en el Campeonato Pan-Pacífico de Natación de 2014.

## Palmarés internacional
| Juegos Olímpicos        | Juegos Olímpicos        | Juegos Olímpicos  | Juegos Olímpicos |
| Año                     | Lugar                   | Medalla           | Prueba           |
| ----------------------- | ----------------------- | ----------------- | ---------------- |
| 2016                    | Río de Janeiro (Brasil) | Medalla de bronce | 4 × 200 m libre  |
| Campeonato Pan-Pacífico |                         |                   |                  |
| Año                     | Lugar                   | Medalla           | Prueba           |
| 2014                    | Gold Coast (Australia)  | Medalla de bronce | 800 m libre      |
| 2014                    | Gold Coast (Australia)  | Medalla de bronce | 1500 m libre     |
| 2014                    | Gold Coast (Australia)  | Medalla de bronce | 4 × 200 m libre  |